# 张新时
张新时（1934年6月30日—2020年9月24日），男，原籍山东高唐，生于河南开封，中国生态学家，中国科学院植物研究所研究员，北京师范大学教授，中国科学院院士。

## 生平
张新时原籍山东高唐，生于河南开封。1955年毕业于北京林学院森林系，获学士学位。1985年获美国康奈尔大学博士学位。
1991年当选为中国科学院院士（学部委员）。
2020年9月24日（当地时间）因病在美国西雅图逝世，享壽86岁。

## 学术贡献
他创建了国际地圈-生物圈计划认可的全球15条全球变化陆地样带中的两条——中国东北样带和中国东部南北样带，实现中国全球变化样带研究从无到有、由国内走向国际的重大跨越。

## 奖项和荣誉
获1988年和2011年国家自然科学奖二等奖、2006年国家科技进步奖二等奖等奖项。国际欧亚科学院院士。

## 社会兼职
曾任第八届、九届、十届全国政协常委，国家自然科学基金委员会副主任，中科院植物所所长、国际地圈-生物圈计划（IGBP）中国委员会常务理事、中国植物学会理事长。